# Oribatella colchica
Oribatella colchica är en kvalsterart som beskrevs av Krivolutsky 1974. Oribatella colchica ingår i släktet Oribatella och familjen Oribatellidae. Inga underarter finns listade i Catalogue of Life.